# Lorenzo Viotti
Lorenzo Viotti (Losanna, 15 marzo 1990) è un direttore d'orchestra svizzero.
Attualmente è direttore musicale dell'Orchestra Gulbenkian e direttore principale designato dell'Orchestra Filarmonica dei Paesi Bassi, dell'Orchestra da camera dei Paesi Bassi e dell'Opera Nazionale neerlandese.

## Biografia
Figlio del direttore Marcello Viotti, Lorenzo ha studiato pianoforte, canto e percussioni a Lione. A Vienna ha frequentato il corso di direzione di Georg Mark e ha suonato come percussionista con diverse orchestre, tra cui la Filarmonica di Vienna. Ha proseguito gli studi presso la Hochschule für Musik Franz Liszt di Weimar con Nicolás Pasquet, completando il percorso accademico nel 2015.
Nel 2012 Viotti ha ricevuto il primo premio al Concorso internazionale di direzione d'orchestra di Cadaqués. Ha vinto i premi per giovani direttori della Nestlé e del Festival di Salisburgo nel 2015 e il concorso di direzione dell'Orchestra sinfonica della radio di Lipsia nel 2016. Inoltre è stato eletto Newcomer of the Year agli International Opera Awards 2017.
Nel gennaio 2017 Viotti ha diretto per la prima volta l'Orchestra Gulbenkian ed è tornato nella stessa stagione per una seconda apparizione come direttore ospite. Nell'ottobre 2017 l'Orchestra Gulbenkian ha annunciato la nomina di Viotti come suo prossimo direttore musicale, con effetto dalla stagione 2018-2019, con un contratto iniziale di tre stagioni. Nel febbraio 2018 Viotti ha diretto per la prima volta l'Orchestra Filarmonica dei Paesi Bassi (NedPhO). Nell'aprile 2019 la NedPhO ha annunciato la nomina di Viotti come prossimo direttore d'orchestra, a partire dalla stagione 2021-2022. Con questa nomina Viotti dovrebbe diventare contemporaneamente direttore principale dell'Orchestra da camera dei Paesi Bassi e dell'Opera Nazionale neerlandese.